# Педро Монсон
Педро Монсон (ісп. Pedro Monzón, нар. 23 лютого 1962, Гойа) — аргентинський футболіст, що грав на позиції захисника. По завершенні ігрової кар'єри — тренер. З 2017 року очолює тренерський штаб команди «Архентінос де Кільмес».
Виступав, зокрема, за клуб «Індепендьєнте» (Авельянеда), а також національну збірну Аргентини, у складі якої був фіналістом чемпіонату світу 1990 року.

## Клубна кар'єра
У дорослому футболі дебютував 1980 року виступами за команду клубу «Уніон», в якій провів один сезон, взявши участь у 7 матчах чемпіонату. 
Своєю грою за цю команду привернув увагу представників тренерського штабу клубу «Індепендьєнте» (Авельянеда), до складу якого приєднався 1981 року. Відіграв за команду з Авельянеди наступні десять сезонів своєї ігрової кар'єри. За ці роки двічі вигравав чемпіонат Аргентини, ставав володарем Кубка Лібертадорес і Міжконтинентального кубка. 
Згодом з 1992 по 1996 рік грав у складі команд клубів «Барселона» (Гуаякіль), «Уракан», «Кільмес», «Альянса Ліма» та «Атлетіко Тукуман».
Завершив професійну ігрову кар'єру у клубі «Сантьяго Вондерерз», за команду якого виступав протягом 1996 року.

## Виступи за збірну
1989 року дебютував в офіційних матчах у складі національної збірної Аргентини. Протягом кар'єри у національній команді, яка тривала 2 роки, провів у її формі 15 матчів, забивши 1 гол.
У складі збірної був учасником розіграшу Кубка Америки 1989 року у Бразилії, на якому команда здобула бронзові нагороди, чемпіонату світу 1990 року в Італії, де разом з командою здобув «срібло».

## Кар'єра тренера
Розпочав тренерську кар'єру, повернувшись до футболу після невеликої перерви, 2005 року, очоливши тренерський штаб мексиканського «Атланте».
Згодом працював з іншими мексиканськими командами «Веракрус» і та «Селая», еквадорським «Ольмедо», а також цілою низкою аргентинських команд.
З 2017 року очолює тренерський штаб команди «Архентінос де Кільмес».

## Титули і досягнення
- Чемпіон Аргентини (2):

«Індепендьєнте» (Авельянеда): Метрополітано 1983, 1988-1989
- Володар Кубка Лібертадорес (1):

«Індепендьєнте» (Авельянеда): 1984
- Володар Міжконтинентального кубка (1):

«Індепендьєнте» (Авельянеда): 1984
- Віце-чемпіон світу (1):

Аргентина: 1990
- Бронзовий призер Кубка Америки (1):

Аргентина: 1989